# Discovery Fit & Health
Discovery Life csatorna egy amerikai digitális és kábel csatorna, melynek tulajdonosa a Discovery Communications. A csatorna fő profilja a fitness és az egészség. A csatorna 2011. február 1-jén indult, és több olyan műsort is sugároz, melyet korábban a Discovery Health Channel műsorán is láthattak a nézők. A csatorna csupán 480 i (SDTV) felbontásban sugároz.

## Története
A Discovery Communications 2010. december 31-én, 23:59 perckor megszüntette a Discovery Health Channel sugárzását, majd 1 perc múlva elindult az Oprah Winfrey Network csatornája. A régi műsorok átkerültek a Fit Tv kínálatába.
2011. január 11-én a Discovery Communications bejelentette, hogy a Fit Tv neve Discovery Fit & Health néven sugároz tovább. A csatorna szintén jelen van Délkelet-Ázsiában is, úgy mint Hongkong, Fülöp-szigetek, Indonézia, Thaiföld és Malajzia. Az Ázsiai változat 2006-ban indult.

## A Discovery Life Channel
A csatornát üzemeltető Discovery Communications 2014. július 8-án bejelentette, hogy a csatorna nevet, és profilt vált, így a csatorna 2015. január 15-én Discovery Life Channel néven sugároz tovább. A csatorna fő profilja nehéz sorsú emberek bemutatása, orvos beteg kapcsolata, családon belüli kapcsolatok.

## Nézettség
A csatorna az amerikai háztartások mintegy 42,78%-ban fogható, mely 48 852 000 háztartást jelent.